# Ирейжър
Ирейжър (на английски: Erasure) е английски синтпоп дует. Стилът им съчетава ню уейв и ню романтик. Създаден е през 1985 г.

## Състав
- Анди Бел (Andy Bell) – фронтмен, вокали
- Винс Кларк (Vince Clarke) – текстове, музика, китара, синтезатор

## История
Членове на дуета са Анди Бел и Винс Кларк (Винсънт Джон Мартин). Започват да работят като дует през 1985 г., след прекратяването на предишния проект на Винс – The Assembly. Малко по-рано той се е разделил с певицата Алисън Мойе (Женевиев Дамоазон Мойе) (Yazoo), с която отбелязват два албума и са признати от британската преса за откритие на годината (1982 г.). Винсънт открива, че вокалът на Анди Бел е много близък до този на Алисън.
Първите два албума само трасират пътя на двамата музиканти, а като първи сериозен успех за тях се превръща албумът The Innocents (1988 г.). Най-успешният им проект се оказва Wild ! (1989 г.). С Chorus те достигат върховете на класациите във Великобритания и САЩ. Албумът Chorus (1991 г.) показва развитие в стиловата концепция, обвързана с модния тогава Eurodance стил. Последвалият го Abba-Esque (1992 г.) дължи международния си успех на скандал, свързан с двамата музиканти, заснели клипа на песента на АББА „Take chance on me“, на който Анди и Винс се дегизират като Агнета и Фрида. Скандалът е грандиозен, а адвокатите на АББА завеждат дело срещу Ирейжър за нанесени морални щети и за уронване на имиджа на шведската група. Британският съд отсъжда, че дуото няма вина според британските закони, така че и Ирейжър, и АББА спечелват от всичко това.
Периодът 1992 – 1994 г. преминава под знака на възроден интерес към творчеството и личностите от групата АББА. До голяма степен това се дължи именно на дуета Ирейжър. През 1994 г. Ирейжър издават I Say I Say I Say, без да достигнат сериозен успех. Публиката тогава е настроена на амбиент вълна. Същата е съдбата на следващия албум Erasure (1995 г.), аранжиран в амбиент стил. Винс казва: „Когато направих предишния албум, хората искаха амбиент, а когато записахме амбиент албум, всички искаха дискотечни песни. Нищо не разбирам!“.
Ирейжър продължават да записват електропоп с променлива слава и успех, напомняйки с всеки свой албум за добрите времена на синти/електропоп вълната от началото на 80-те години на 20. век.

## Дискография

### Студийни Албуми
- Wonderland, 1986
- The Circus, 1987
- The Innocents, 1988
- Wild!, 1989
- Chorus, 1991
- I Say I Say I Say, 1994
- Erasure, 1995
- Cowboy, 1997
- Loveboat, 2000
- Other People's Songs, 2003
- Nightbird, 2005
- Light At The End Of The World, 2007
- Tomorrow's World, 2011
- Snow Globe, 2013
- The Violet Flame, 2014
- World Be Gone, 2017
- The Neon, 2020

### Компилации
- Pop! The First 20 Hits, 1992
- Hits! The Very Best Of Erasure, 2003
- Total Pop! The First 40 Hits, 2009
- Always: The Very Best of Erasure, 2015

### Live албуми
- The Two-Ring Circus, 1987
- The Erasure Show, 2005
- Acoustic Live, 2006
- Live At The Royal Albert Hall, 2007
- On the Road to Nashville, 2007
- Tomorrow's World Tour (Live At The Roundhouse), 2011
- World Be Live, 2018

### Unplugged албуми
- Union Street, 2006
- World Beyond, 2018

### Box set албуми
- EBX, 1999/2001/2016/2018/2019
- From Moscow To Mars, 2016

### EP и ремикс албуми
- Crackers International, 1988
- Abba-Esque, 1992
- Storm Chaser, 2007
- Pop! Remixed, 2009
- Erasure.Club, 2009
- Phantom Bride EP, 2009
- World Be Gone EP, 2017

### Сингли

#### 1980-те
- Who Needs Love Like That, 1985
- Heavenly Action, 1985
- Oh L'Amour, 1986
- Sometimes, 1986
- It Doesn't Have To Be, 1987
- Victim Of Love, 1987
- The Circus, 1987
- Ship Of Fools, 1988
- Chains Of Love, 1988
- River Deep Mountain High, 1988
- A Little Respect, 1988
- Stop!, 1988
- Drama!, 1989
- You Surround Me, 1989

#### 1990-те
- Blue Savannah, 1990
- Star, 1990
- Chorus, 1991
- Love To Hate You, 1991
- Am I Right ?, 1991
- Breath Of Life, 1992
- Who Needs Love Like That (Remix), 1992
- Always, 1994
- Run To The Sun, 1994
- I Love Saturday, 1994
- Stay With Me, 1995
- Fingers & Thumbs (A Cold Summer's Day), 1995
- Rock Me Gently, 1996
- In My Arms, 1997
- Don't Say Your Love Is Killing Me, 1997
- Rain Plus, 1997

#### 2000-те
- Freedom, 2000
- Moon & the Sky, 2001
- Solsbury Hill, 2003
- Make Me Smile (Come Up And See Me), 2003
- Oh L'Amour (Remix), 2003
- Breathe, 2005
- Don't Say You Love Me, 2005
- Here I Go Impossible Again, 2005
- All This Time Still Falling Out Of Love, 2005
- Boy, 2006
- I Could Fall In Love With You, 2007
- Sunday Girl, 2007
- Always (2009 Remix), 2009
- Phantom Bride, 2009

#### 2010-те
- When I Start To (Break It All Down), 2011
- Be With You, 2011
- Fill Us With Fire, 2012
- Gaudete, 2013
- Make it Wonderful, 2014
- Elevation, 2014
- Reason, 2014
- Sacred, 2015
- Sometimes (2015 mix), 2015
- Love You to the Sky, 2017
- World Be Gone, 2017
- Just a Little Love, 2017

#### 2020-те
- Hey Now (Think I Got a Feeling), 2020
- Nerves of Steel, 2020
- Fallen Angel, 2020

### Видео албуми
- Live At The Seaside (VHS), 1987
- The Innocents Live (VHS), 1989
- Wild! Live (VHS), 1990
- Abba-esque Videos (VHS), 1992
- Pop! Videos (VHS), 1992
- The Tank, The Swan and The Balloon (VHS), 1993
- The Tiny Tour (VHS), 1998
- Sanctuary - The EIS Christmas Concert 2002 (DVD), 2003
- Hits! The Videos (DVD), 2003
- The Tank, The Swan and The Balloon (DVD), 2004
- The Erasure Show - Live In Cologne (DVD), 2005
- On The Road to Nashville (DVD), 2007
- Live at The Royal Albert Hall (DVD), 2008